# Naraka: Bladepoint
Naraka: Bladepoint es un juego de acción y aventura de batalla campal desarrollado por 24 Entertainment y publicado por NetEase Games Montreal. Es un juego de batalla real en el que hasta 60 jugadores luchan entre sí para ser el último en pie. El juego incorpora combate cuerpo a cuerpo inspirado en las artes marciales y cuenta con un sistema de combate piedra-papel-tijera. Hay vastos arsenales de armas cuerpo a cuerpo y a distancia para elegir, así como un gancho que se puede usar tanto para el combate como para atravesarlo. Además, cada héroe tiene habilidades y talentos únicos, lo que permite la personalización para adaptarse a su estilo de juego.

## Jugabilidad
Naraka: Bladepoint establece su premisa en la "isla de Morus", donde los héroes se reúnen para la batalla. Los jugadores pueden hacer cola para juegos en solo o dúo o trío y pueden elegir entre más de nueve personajes diferentes, mientras que cada uno de ellos tiene dos habilidades (habilidad F y Definitiva).
Entre los nueve personajes, "Kurumi Tsuchimikado" se basa en el arquetipo Onmyoji.

## Personajes
Naraka: Bladepoint, actualmente, tiene 9 personajes jugables.
• Viper Ning:
Hace tiempo que la sangre de Víbora Ning, la maestra espadachina ciega de Yushan Occidental, está impregnada de un veneno letal. Es tan bella como mortífera, pero sus ojos no verán el mundo hasta que llegue la noche del destino.
• Kurumi Tsuchimikado:
Kurumi, conocida como la Flor de Helioth, es una onmyoji nata y proviene de una larga estirpe de maestros del onmyodo. Kurumi partió de su patria para lanzarse a la aventura de su vida.
• Matari:
Matari ha perfeccionado sus habilidades frente a las tormentas desérticas y es veloz como un falcón. Tras dominar un antiguo arte secreto que le permite llegar todavía más alto, ahora merodea por las ruinas como una diablesa fantasmal.
• Tarka Ji:
Vive deprisa, bebe bien y sé feliz. Tras el nombre del Borracho Fiel se esconde un hombre que ama la libertad. Su espíritu indómito le concede fuerza ante la adversidad. El camino que tiene por delante está lleno de dificultades, pero se enfrentará a ellas gustosamente, con la espada en la mano.
• Temulch:
El día en que se despierte el poder interior de Temulch, las praderas serán asoladas por vendavales furibundos. Sus leyendas ancestrales están siempre presentes en su mente, y la gloria que busca está tan cerca que casi puede saborearla. El Lobo Gris atacará de nuevo.
• Tianhai:
Al viajar por el mundo, Tianhai llegó a descubrir su verdadera vocación: salvar al mundo a toda costa. Este humilde monje se transforma en un colosal guerrero vajra guiado por una furia imparable. Todo aquel que se interponga en su camino sentirá sus golpes, tan potentes como un trueno iracundo.
• Yoto Hime (Crossover de Onmyoji ):
Nadie puede esquivar los golpes de su espada demoníaca y siempre deja una estela de cadáveres a su paso. En cuanto el polvo se asienta, la culpa y la sangre que ensucia sus manos la abruman.
A veces, la fuerza no es algo bueno, sino una tremenda carga que debes ser capaz de controlar.
• Valda Cui:
Valda Cui toma el mando del mar y su habilidad habitual libera prisiones de agua que aturden a los enemigos cuando se tocan. Cuando Valda Cui usa su habilidad definitiva, canaliza el poder del dragón marino, desatando una ola masiva de agua sobre el campo de batalla.
• Yueshan:
Yueshan se basa en la historia de China durante el período de los estados en guerra. Las habilidades de Yueshan incluyen cargar con el hombro a los oponentes y derribarlos para dar el primer golpe. La habilidad definitiva de Yueshan también lo convierte en un guerrero de terracota, cuya alabarda letal puede acabar con los enemigos en su camino con facilidad.

## Desarrollo
• La versión móvil está en desarrollo ahora, con el objetivo de proporcionar la experiencia de juego de combate centrada en el cuerpo a cuerpo para jugadores más amplios de todo el mundo. El equipo de Netease Thunderfire UX es responsable del diseño de UI y UX para su versión móvil.
• El 5 de noviembre de 2021, 24 Entertainment anunció la inauguración del Campeonato Mundial NARAKA: BLADEPOINT (NBWC), con un premio acumulado de $1.5 millones. La NBWC inaugural se celebrará a principios del próximo año.
• Naraka: Bladepoint llegará oficialmente a las consolas, y tiene un juego de PS5 de las batallas centradas en el cuerpo a cuerpo para mostrar a los jugadores cómo pueden jugarlo en las series PS y Xbox. El equipo de Netease Thunderfire es responsable del desarrollo de la versión de PS5 y las características de Naraka: Bladepoint.
• Naraka: Bladepoint, junto con muchos otros títulos, se anunció oficialmente durante la ceremonia de los Game Awards 2019 el 12 de diciembre de 2019.

## Lanzamiento
Después de su lanzamiento por 3 meses, Naraka: Bladepoint ha vendido más de 6 millones de copias en todo el mundo, lo que lo convierte en uno de los juegos de PC chinos más vendidos.
La nueva temporada de Naraka: Bladepoint, Caballería, comenzará el 10 de noviembre de 2021, presentando dos nuevos héroes, incluido Yueshan, junto con una nueva arma cuerpo a cuerpo y varios artículos cosméticos. El precio del nuevo pase de batalla seguirá siendo el mismo que en la temporada anterior, y el límite de nivel del pase de batalla se ampliará de 110 a 130. Los jugadores también recibirán la daga de hoja ecuestre como agradecimiento por su continuo apoyo. 24 Entertainment se ha asociado con el Museo de Arte de Armas Antiguas Chinas para restaurar esta daga y ha logrado reproducirla en Naraka: Bladepoint.
Se lanzó de manera global para más de 10 idiomas en agosto de 2021. El equipo de NetEase Thunderfire UX ha estado investigando a los usuarios y diseñando UX para Naraka: Bladepoint desde su primer prototipo.
El 13 de julio de 2023 se convirtió en Free to play y ese mismo día llego al Playstation 5.

## Recepción：
El juego recibió críticas "mixtas o promedio" según el agregador de revisiones Metacritic.
Naraka: Bladepoint fue nominado como Mejor Juego Multijugador 2021 de los Golden Joystick Awards el 19 de octubre de 2021, que es uno de los premios de juegos más antiguos a nivel mundial.